# Katpadi
Katpadi è una suddivisione dell'India, classificata come town panchayat, di 15 925 abitanti, situata nel distretto di Vellore, nello Stato federato del Tamil Nadu. In base al numero di abitanti la città rientra nella classe IV (da 10 000 a 19 999 persone).

## Geografia fisica
La città è situata a 12° 58' 60 N e 79° 7' 60 E e ha un'altitudine di 223 m s.l.m.

## Società

### Evoluzione demografica
Al censimento del 2001 la popolazione di Katpadi assommava a 15 925 persone, delle quali 8 284 maschi e 7 641 femmine. I bambini di età inferiore o uguale ai sei anni assommavano a 1 434, dei quali 750 maschi e 684 femmine. Infine, coloro che erano in grado di saper almeno leggere e scrivere erano 11 716, dei quali 6 770 maschi e 4 946 femmine.

## Cultura

### Istruzione

#### Università
Il Vellore Institute of Technology è presente nel territorio dal 1984, anno della fondazione.